# Catasticta sinapina
Catasticta sinapina är en fjärilsart som beskrevs av Butler 1896. Catasticta sinapina ingår i släktet Catasticta och familjen vitfjärilar. Inga underarter finns listade i Catalogue of Life.